# 다카코 여왕 (1795년)
다카코 여왕(喬子女王)은 에도 막부의 미다이도코로이다. 도쿠가와 이에요시의 정실. 아리스가와노미야 오리히토 친왕의 제6왕녀이며 아명은 사자노미야(楽宮). 원호(院号)는 쇼칸인(浄観院).